# Congrégation de Notre-Dame de Montréal
La congrégation de Notre-Dame de Montréal (en latin : Congregatio a Domina Nostra Marianopolitana) est une communauté religieuse féminine catholique. Plus précisément, il s'agit d'un institut de vie consacrée de type religieux de droit pontifical. Elle a été fondée à Montréal (Ville-Marie à l'époque) au XVIIe siècle par sainte Marguerite Bourgeoys, pionnière de la Nouvelle-France.
C'est la première communauté religieuse féminine non cloîtrée implantée en Amérique du Nord. Non contemplative, la vocation de la congrégation est apostolique à but enseignant. Elle forme aujourd'hui une communauté internationale et multiculturelle présente dans huit pays sur quatre continents.

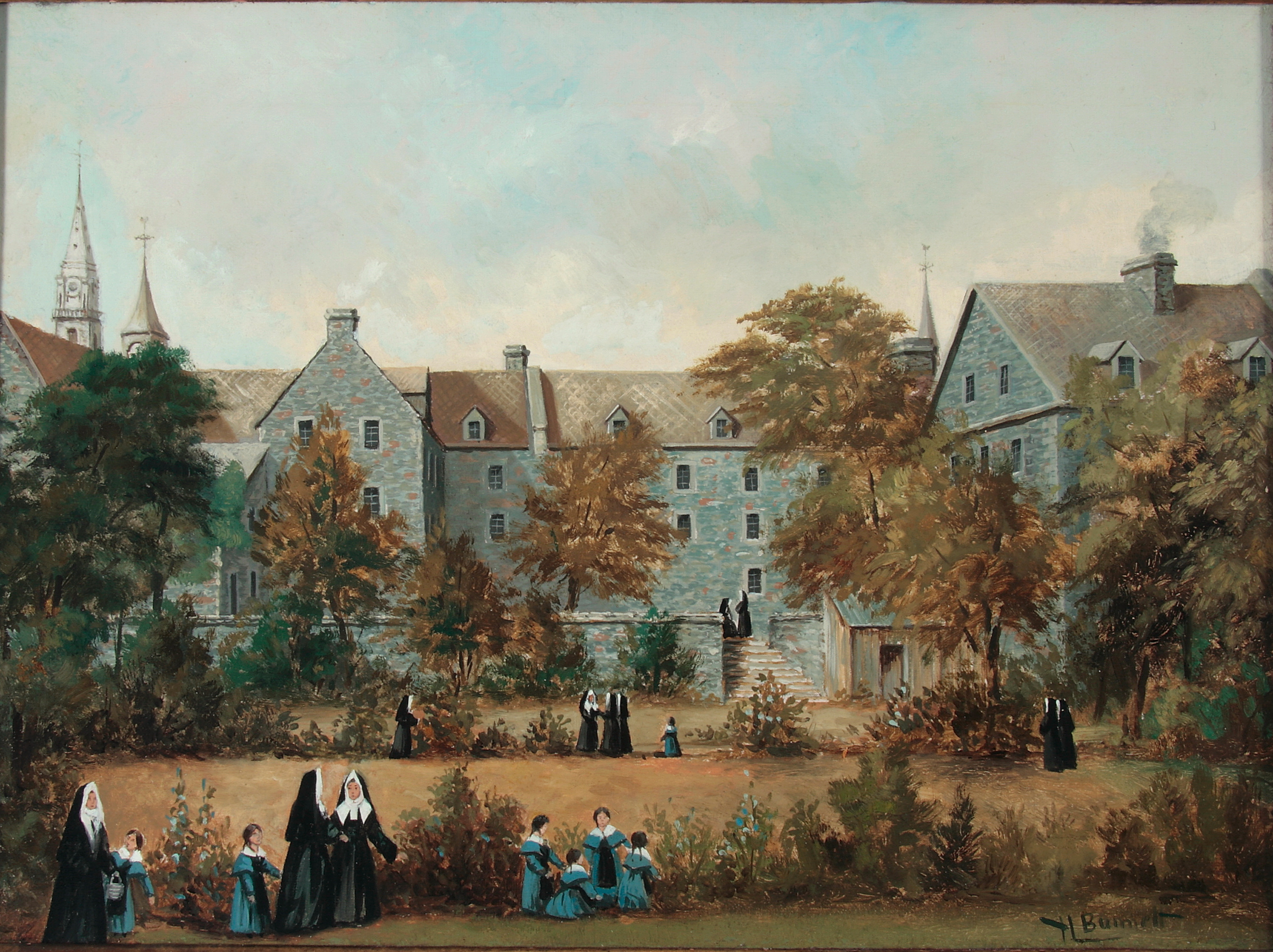
Congrégation de Notre-Dame, Montréal, vers 1885.

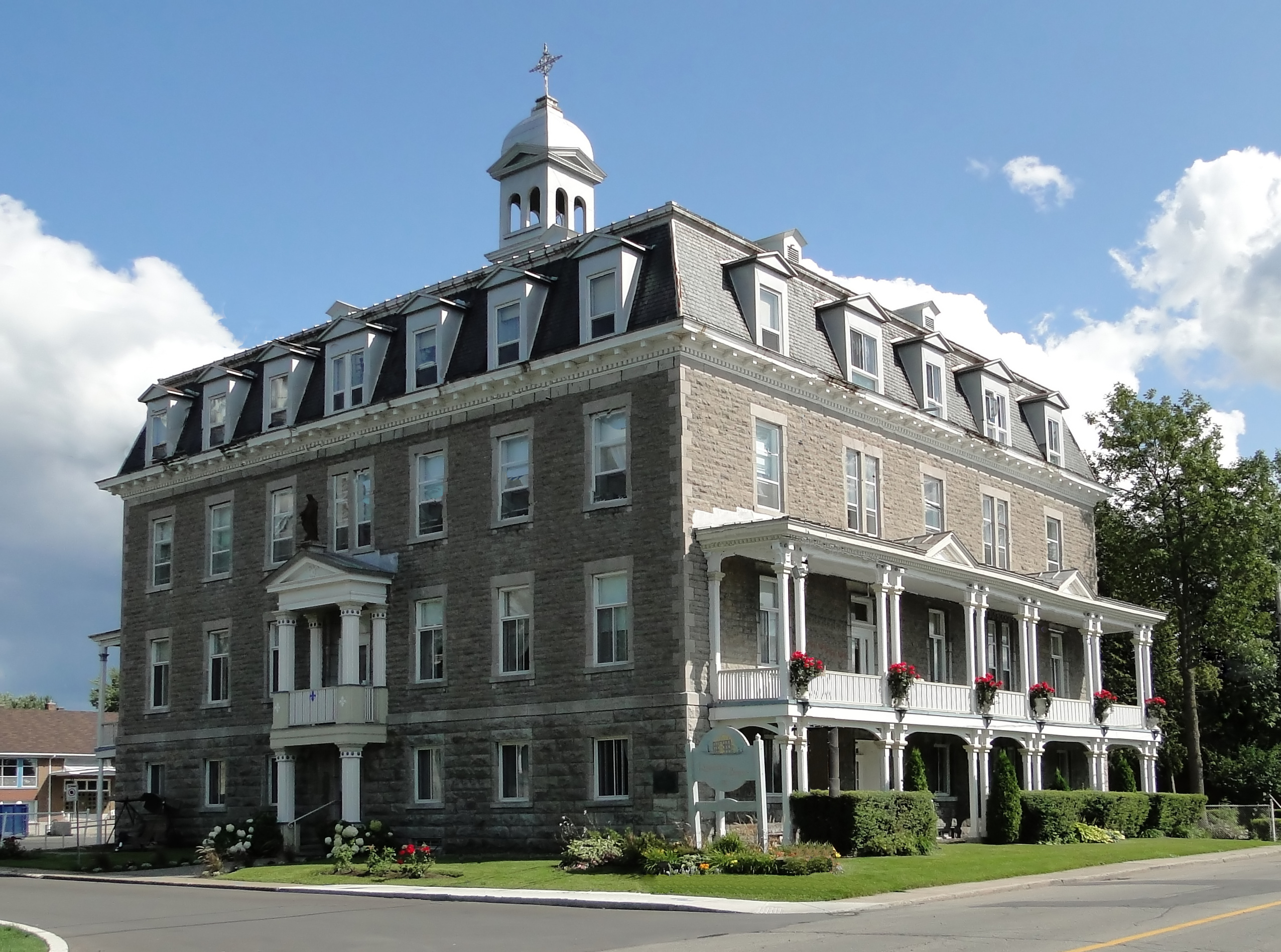
Ancien couvent de la congrégation de Notre-Dame, Boucherville.

## Naissance de la congrégation
L'origine de la congrégation de Notre-Dame est inséparable de l'École française de spiritualité, le courant français issu de la Réforme catholique du XVIIe siècle. Ce mouvement insiste particulièrement sur la dimension missionnaire de la vie chrétienne et considère l'éducation comme un  moyen d'action privilégié. Ces caractéristiques de l'École française de spiritualité s'expriment dans les objectifs de la Société de Notre-Dame de Montréal, un groupe de prêtres et de personnes laïques formé en 1641. Ces hommes et ces femmes conçoivent le projet de fonder en Nouvelle-France une société chrétienne modèle où Français et Amérindiens vivraient en harmonie. Pour ce faire, une quarantaine de colons sont recrutés et on nomme deux responsables, Paul de Chomedey de Maisonneuve et Jeanne Mance. La colonie missionnaire de Ville-Marie voit le jour en mai 1642 sur l'île de Montréal
Marguerite Bourgeoys naît à Troyes, en Champagne, d'un père maître chandelier et d'une mère issue d'une famille de tisserands. Comme les femmes de sa classe sociale, elle apprend non seulement à tenir maison, mais aussi la lecture, l'écriture et la comptabilité indispensables à la gestion de la petite entreprise familiale. En 1640, pendant une procession à la Vierge du Rosaire, une touche particulière de Dieu transforme son cœur alors qu'elle regarde une image de la Sainte Vierge. Elle se sent appelée à imiter la vie de Marie qui « ne s'est jamais exemptée d'aucun voyage où il y eut quelque bien à faire ou quelque œuvre de charité à exercer ». Se joignant alors à la congrégation externe des Chanoinesses de Saint-Augustin de la congrégation Notre-Dame, fondée par Alix Le Clerc et Pierre Fourier, Marguerite Bourgeoys se consacre à l’éducation des enfants défavorisés de la ville de Troyes pendant treize ans en utilisant des méthodes pédagogiques d'avant-garde.
En 1652, Paul de Chomedy de Maisonneuve retourne en France pour y chercher des recrues. Par l'intermédiaire de sa sœur, Louise de Chomedey, directrice de la congrégation externe, il rencontre Marguerite Bourgeoys, alors âgée de 32 ans, et lui propose de venir fonder une école à Ville-Marie pour les enfants des colons et des Amérindiens.  Le 16 novembre 1653, après une longue et difficile traversée de l'Atlantique, elle arrive à Ville-Marie. À cause du manque d'enfants, ce n'est que cinq ans plus  tard, le 30 avril 1658, qu'elle ouvre la première école de la colonie dans une étable en pierre cédée par Maisonneuve. L'acte rédigé par Maisonneuve précise que le bâtiment devra « servir de salle de classe pour les petites filles de la colonie et de logement pour les femmes qui y enseigneront. Le 16 octobre 1658, Marguerite Bourgeoys s'embarque pour la France pour trouver des collaboratrices à son œuvre d'éducation. C'est dans la congrégation externe dont elle a été préfète pendant plus de dix ans qu'elle trouve quatre jeunes femmes désireuses de se joindre à sa mission : Catherine Crolo, Edmée Chastel, Marie Raisin et Anne Hioux. Le navire qui amène Marguerite Bourgeoys et ses compagnes en Nouvelle-France largue les amarres le 2 juillet 1659. Pour Marguerite Bourgeoys, « ce voyage marque la naissance de sa congrégation, le moment où ses membres, comme Marie, partent porter le Christ là où le besoin les appelle ».
Les autorités civiles et religieuses ont vite fait de reconnaître à sa juste valeur l'utilité de ce petit groupe de femmes qui ne sont pas cloîtrées — à la différence des congrégations religieuses féminines de l'époque  — et peuvent donc aller partout où la charité les appelle. En 1667, lors d'une visite à Montréal du gouverneur et de l'intendant de la Nouvelle-France, l'assemblée générale des colons vote à l'unanimité son appui à la demande de lettres patentes présentée par la congrégation. S'étant embarquée pour un nouveau voyage en France en 1670, Marguerite Bourgeoys revient en 1672 avec de nouvelles compagnes ainsi qu'avec les lettres patentes signées par le roi Louis XIV à Dunkerque en mai 1671
En 1669, l'évêque de Québec, François de Montmorency-Laval, autorise la congrégation à enseigner partout dans son diocèse. En août 1676, Mgr de Laval donne à la congrégation de Notre-Dame une première approbation canonique temporaire : « même si les membres de la congrégation ne pouvaient pas prononcer de vœux solennel ou publics, les sœurs pourraient vivre en communauté et enseigner [et] leur groupe pourrait se développer et [...] s'établir à plusieurs autres endroits d'un diocèse qui allait de la baie d'Hudson au golfe du Mexique ».  Toutefois ce n'est qu'en 1698 que l'évêque de Québec, Mgr de Saint-Vallier, approuve officiellement la règle de la congrégation faisant de ses membres des religieuses non cloîtrées et que les sœurs font profession publique pour la première fois.

## Le projet éducatif de Marguerite Bourgeoys et de la congrégation de Notre-Dame

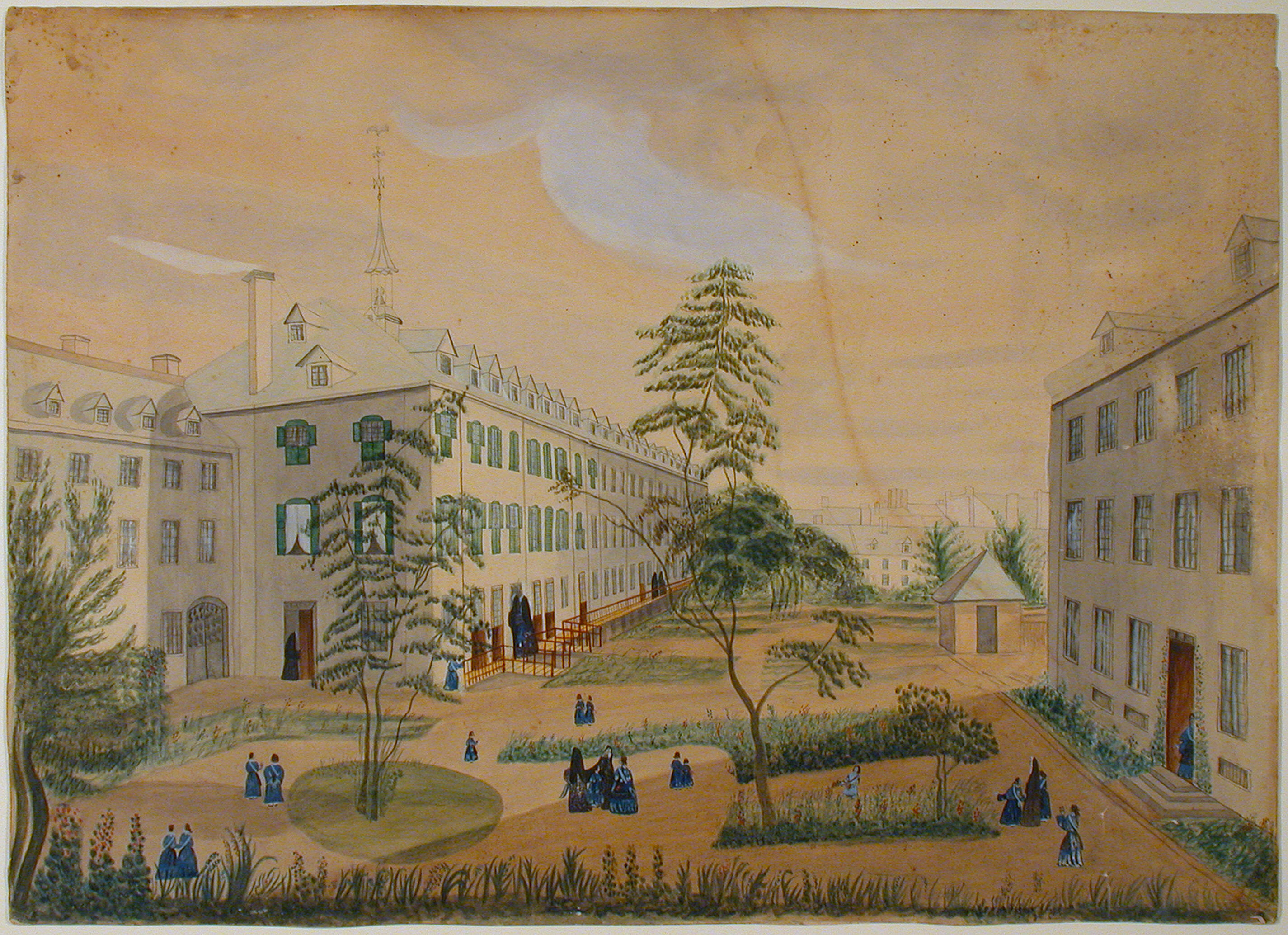
Maison-mère de la congrégation Notre-Dame vers 1860.

Le soutien et l'éducation des filles et des femmes sont des éléments essentiels du projet éducatif de Marguerite Bourgeoys et de la congrégation de Notre-Dame. Par son engagement à la congrégation externe de la congrégation de Notre-Dame de Troyes, Marguerite Bourgeoys s'était impliquée dans les courants pédagogiques avant-gardistes de son époque. Pour elle et sa congrégation, l'éducation est un élément essentiel de la construction d'une société plus juste, en particulier l'éducation des filles, très négligée à l'époque. C'est ainsi que Marguerite Bourgeoys va offrir son appui aux Filles du Roy. Convaincue de l'importance de ces jeunes femmes pour l'avenir de la jeune colonie, elle prend en charge celles qui sont destinées à Montréal. Elle va les accueillir elle-même au bord de l'eau et vit avec elles dans une maison qu'elle a fait spécialement aménager pour les recevoir. Pendant la dizaine d'années où des contingents de Filles du Roy arrivent ainsi à Montréal, Marguerite Bourgeoys et ses compagnes leur offrent l'hospitalité, les préparent à leur nouveau rôle d'épouse et de mère et les initient aux connaissances et aux savoir-faire qui leur permettront de gagner leur vie honorablement dans les conditions difficiles de la jeune colonie.

## Expansion de la congrégation
La congrégation de Notre-Dame a fondé ou géré de nombreuses écoles au Canada, aux États-Unis et au Japon.  Les écoles Villa Maria (Montréal)(1854), Les Mélèzes (Joliette), le Collège Mont-Notre-Dame (Sherbrooke) (1857), Regina Assumpta (Montréal) (1955) ont été fondées par la congrégation. Le collège Marianopolis (Westmount), cégep privé anglophone mixte, mais d'instruction laïque, a aménagé dans l'édifice prestigieux construit en 1926 pour accueillir l’Institut pédagogique, une école normale supérieure pour former des enseignantes .
Le fonds d'archives de la congrégation de Notre-Dame est un fonds privé conservé à la Maison mère de la congrégation à Montréal. La collection de la congrégation de Notre-Dame (P334) est conservé au centre BAnQ Vieux-Montréal de Bibliothèque et Archives nationales du Québec.

## Activités
Les sœurs de la congrégation de Notre-Dame se dédient à l'enseignement, aux œuvres d'assistance et promotion sociale.
Elles sont présentes en :
- Amérique : Canada, États-Unis, Guatemala, Honduras, Salvador.
- Afrique : Cameroun.
- Europe : France.
- Asie : Japon.

La maison-mère de la communauté est située à Montréal depuis plus de 350 ans.
En 2017, la congrégation comptait 872 sœurs dans 97 maisons.

## Personnalités de la congrégation
- Jeanne Le Ber
- Sœur Marie-Victoire Baudry
- Mère Sainte-Anne-Marie
- Lydia Longley
- Eliza Healy
- Berthe Sansregret (sœur Berthe)
- Marie-Catherine Huot
- Mary Alice Danaher

## Source
- (en) Cet article est partiellement ou en totalité issu de l’article de Wikipédia en anglais intitulé « Congregation of Notre Dame of Montreal » (voir la liste des auteurs).